# Darja Szmielowa
Darja Michajłowa Szmielowa (ros. Дарья Михайловна Шмелёва; ur. 26 października 1994 w Moskwie) – rosyjska kolarka torowa, wielokrotna medalistka mistrzostw świata.

## Kariera
W 2016 roku wspólnie z Anastasiją Wojnową zdobyła złoty medal w sprincie drużynowym podczas mistrzostw świata w Londynie. Rok później na mistrzostwach świata w Hongkongu zdobyła złoty medal w wyścigu 500 metrów na czas oraz w sprincie drużynowym, w parze z Wojnową. W tym samym składzie Rosjanki wywalczyły też srebrny medal na rozgrywanych w 2015 mistrzostwach świata w Paryżu. Następnie odniosła zwycięstwa na 500 metrów i w sprincie drużynowym na mistrzostwach świata w Hongkongu w 2017 roku. Podczas mistrzostw świata w Apeldoorn w 2018 roku była druga na 500 m i trzecia w sprincie drużynowym. Kolejne trzy medale zdobywała na mistrzostwach świata w Pruszkowie rok później: na 500 m była najlepsza, w sprincie drużynowym była druga, a w keirinie zajęła trzecie miejsce. Ponadto wywalczyła srebro w sprincie drużynowym i brąz na 500 m podczas mistrzostw świata w Roubaix w 2021 roku.
Brała udział w igrzyskach olimpijskich w Rio de Janeiro w 2016 roku, gdzie razem z Darją Szmielową zdobyła srebrny medal w sprincie drużynowym. Zajęła tam również 13. miejsce w keirinie i 22. w sprincie indywidualnym. Podczas igrzysk olimpijskich w Tokio wywalczyła brązowy medal w sprincie drużynowym, w keirinie była dziesiąta, a w sprincie indywidualnym siedemnasta.
Złota medalistka mistrzostw Europy. Wielokrotnie zdobywała mistrzostwo świata i Europy w kategorii juniorów.